# Simfonia în Fa diez major (Korngold)
Simfonia în Fa diez major, Op. 40 este singura simfonie compusă de compozitorul austriac al secolului al XX-lea, Erich Wolfgang Korngold, deși a compus și o Sinfonietta, Op. 5, în 1911-1912.
Simfonia a fost finalizată în 1952 și îi este dedicată președintelui Statelor Unite Franklin D. Roosevelt care a decedat în aprilie 1945.
Lucrarea utilizează o temă pe care Korngold a compus-o pentru filmul din 1939,The Private Lives of Elizabeth and Essex.
A avut premiera la radioul austriac la 17 octombrie 1954 în interpretarea Orchestrei Simfonice din Viena sub bagheta lui Harold Byrns deși a fost descrisă ca fiind "slab repetată și interpretată". În 1959, Dimitri Mitropoulos a scris: "Toată viața mea am căutat lucrarea modernă perfectă. Am gasit-o în această simfonie. O voi interpreta în următorul sezon." Dar a intervenit moartea lui Mitropoulos iar simfonia, deși a fost interpretată de câteva ori la posturile de radio europene, a avut premiera concertistică abia pe 27 noiembrie 1972 în Munchen, sub bagheta lui Rudolf Kempe. De atunci simfonia a intrat în repertoriu cu câteva înregistrări disponibile pe CD-uri.
Durează aproximativ 50 de minute și este structurată în patru părți:
1. Moderato, ma energico - intensă și furtunoasă, cu o temă principală zimțată
2. Scherzo
3. Adagio - lungă, profundă și meditativă, în stilul compozitorului Anton Bruckner. Memorial pentru Roosevelt.
4. Finale - optimistă; ascultătorii vor remarca referințe din muzica de film și din melodia "Over There".

Lucrarea este compusă pentru o orchestră mare alcătuită din: 3 flauturi (al treilea dublat de piculină), 2 oboaie, 2 clarinete, un clarinet bas, 2 fagoturi, un contrafagot, 4 corni, 3 trompete, 4 tromboni, tubă, timpan, percuție (3 soliști interpretează la tobă bas, cinele, gong, glockenspiel, marimba, xilofon), harpă, pian (dublat de celestă) și coarde.